# Boris Nikolajewitsch Melnikow
Boris Nikolajewitsch Melnikow (russisch Борис Николаевич Мельников; * 2. Januar 1896 in Selenginsk; † 28. Juli 1938 in der Oblast Moskau) war ein sowjetischer Kominternfunktionär.
Melnikow war als Diplomat u. a. in China tätig. 1935 bis 1937 war er Leiter des Geheimdienstes OMS der Kommunistischen Internationale. Im Zuge der Stalinschen Säuberungen wurde er 1937 verhaftet. Ihm wurde vorgeworfen, Mao Zedong angeworben, und dann mit weiteren Spitzenfunktionären der KPCh zu den Japanern übergelaufen zu sein. Josef Stalin ließ Melnikow zu einem persönlichen Verhör in den Moskauer Kreml schaffen. Am 28. Juli 1938 wurde Melnikow hingerichtet.